# Leinier Domínguez Pérez
Leinier Domínguez Pérez (nascut a l'Havana, el 23 de setembre de 1983, és un jugador d'escacs cubà, que té el títol de Gran Mestre des de 2001. Des de 2018 competeix internacionalment en representació dels Estats Units.
A la llista d'Elo de la FIDE del desembre de 2023, hi tenia un Elo de 2745 punts, cosa que en feia el jugador número 4 (en actiu) dels Estats Units, el 4t d'Amèrica, i l'11è millor jugador del rànquing mundial. El seu màxim Elo va ser de 2768 punts, a la llista de maig de 2014 (posició 10 al rànquing mundial).

## Resultats destacats en competició
El 2001 fou tercer al Campionat Panamericà celebrat a Cali (Colòmbia), amb 8/11, rere Alex Yermolinsky i Alexander Goldin. També el 2001, guanyà el XIII Memorial Carlos Torre a Mérida (Mèxic)
Domínguez ha estat quatre cops Campió de Cuba, els anys 2002, 2003, 2006, i 2012 i juntament amb el seu col·lega Lázaro Bruzón ha dominat els escacs cubans en la dècada dels 2000.
El 2002 guanyà la North Sea Cup a Esbjerg (ex aequo amb Lázaro Bruzón).
En el Campionat del món de la FIDE de 2004 va arribar als quarts de final, on va perdre contra Teimur Radjàbov en el desempat.
El seu millor resultat en torneigs va ser el 2006, al Torneig Internacional Casino de Barcelona, on va puntuar-hi 8/9 i hi fou primer, per davant de Vasil Ivantxuk, amb una performance de 2932.
El 2008, va guanyar el torneig de la CPA, i també el 43è Memorial Capablanca. El mateix any va empatar al primer lloc amb Ievgueni Alekséiev (però va perdre el desempat) a Biel (amb 6½/10 punts), per davant de Magnus Carlsen.
El 8 de novembre de 2008 va guanyar el Campió del món de partides semiràpides celebrat a Almati, al Kazakhstan, amb 11½ punts sobre 15, per davant de Vasil Ivantxuk, Piotr Svídler, Aleksandr Grisxuk, i d'altres Grans Mestres d'elit. El 2009 va participar en el torneig d'elit M-Tel Masters, on tingué una actuació discreta, essent cinquè, amb 4/10 punts (el campió fou Aleksei Xírov).
Entre l'agost i el setembre de 2011 participà en la Copa del món de 2011, a Khanti-Mansisk, un torneig del cicle classificatori pel Campionat del món de 2013, i hi tingué una bona actuació; avançà fins a la quarta ronda, quan fou eliminat per Judit Polgár (3½-4½).
L'agost de 2013 participà en la Copa del Món de 2013, on tingué una actuació regular, i arribà a la tercera ronda, on fou eliminat per Maxime Vachier-Lagrave ½-1½.
L'octubre de 2015 fou quart del Campionat del món d'escacs actius amb 10½ punts de 15, els mateixos punts que Ian Nepómniasxi i Teimur Radjàbov, i a un punt del campió Magnus Carlsen.
El febrer de 2016, es proclamà campió de Cuba per cinquè cop després de derrotar a Yuniesky Quezada a la final.
El desembre de 2018, Domínguez va canviar de federació, i va deixar de representar Cuba internacionalment, per passar a representar la dels Estats Units.
El març de 2019 empatà amb Fabiano Caruana al segon-tercer lloc al Campionat dels Estats Units, amb una puntuació de 7½/11, mig punt per sota del guanyador, Hikaru Nakamura.
Durant el febrer i el març de 2022, Domínguez va jugar al Grand Prix de la FIDE de 2022. A la primera volta, va guanyar el seu grup amb un resultat de 4/6 i derrotar també Wesley So en un desempat a ràpides. En la tercera volta, va quedar tercer al Grup B amb un resultat de 3/6, i va quedar vuitè a la classificació amb nou punts.
L'abril de 2022 va participar en la Copa Amèrica. Va obtenir el 3r lloc al Campionat dels Estats Units de 2022.
L'octubre de 2023 fou segon al Campionat dels Estats Units de 2023, amb 6.5 punts, empatat amb Wesley So i Abhimanyu Mishra (el campió fou Fabiano Caruana). Domínguez va quedar 2n a la Sinquefield Cup de desembre de 2023, on havia participat en substitució de Ding Liren, qui va renunciar a la competició setmanes abans que comencés. Això li va permetre pujar el seu Elo fins a 2763 punts i entrar entre els 10 primers jugadors del món de la Llista Elo de la FIDE, en setena posició.

### Participació en olimpíades d'escacs
Domínguez ha participat, representant Cuba, en set Olimpíades d'escacs en els anys 2000 i 2012 (quatre cops com a 1r tauler), amb un resultat de (+30 =38 –8), per un 64,5% de la puntuació.

## Partides destacades
- Magnus Carlsen vs Leinier Dominguez, Biel 2008, defensa siciliana, Variant Najdorf, Atac Adams (B90), 1/2-1/2
- Alexander Onischuk vs Leinier Dominguez, Biel, 2008, Defensa Grunfeld, Variant hongaresa (D97), 0-1
- Evgeny Alekseev vs Leinier Dominguez, Biel 2008, defensa siciliana, Variant Najdorf, Variant Zagreb (B91), 0-1
- Leinier Dominguez vs Aleksandr Morozevitx, Corus 2009, defensa siciliana, Variant Najdorf, Atac anglès (B90), 1-0